# Siphona jocosa
Siphona jocosa är en tvåvingeart som först beskrevs av Villeneuve 1942.  Siphona jocosa ingår i släktet Siphona och familjen parasitflugor. Inga underarter finns listade i Catalogue of Life.